# 張希 (化学者)
張 希（簡体字中国語: 张希、1965年12月 - ）は、清華大学理学院化学系の教授、博士課程指導教員。

## 生涯
1965年12月に遼寧省本渓市で出生。1992年に吉林大学化学系を卒業、同校で博士学位を取得。
2007年に中国科学院院士に選出。その後、清華大学化学系の主任に就任。研究分野は超分子集合体およびポリマーフィルム。2004年に国家自然科学賞（二等）、2006年に中国青年科技賞を受賞。2018年12月13日、中国共産党中央委員会組織部は吉林大学において、張希を吉林大学学長とする中国共産党中央委員会と国務院の任命決定を発表した。